# John A. Treutlen

John Treutlen

John Adam Treutlen (* 16. Januar 1734 in Kürnbach im heutigen Baden-Württemberg; † 1. März 1782 in Savannah, Georgia) war ein deutschamerikanischer Politiker und der erste Gouverneur des postkolonialen Georgia.

## Frühe Jahre
John Adam Treutlen wurde 1734 als Sohn des Küfers Hans Michel Treuttlen und Clara Job geboren und als Hans Adam Treuettlen getauft in Kürnbach geboren. Sein Elternhaus in der Greinstraße 6 gehörte damals zum württembergischen Teil der zwischen dem Herzogtum Württemberg und der Landgrafschaft Hessen-Darmstadt geteilten Gemeinde. Die Familie wanderte 1743/44 aus religiösen Gründen nach Amerika aus. Sein Vater starb während der Überfahrt. Die restliche Familie kam nach einem Zwischenaufenthalt in England im Sommer 1745 mit einer Gruppe von Emigranten aus Salzburg in der britischen Kolonie Georgia an. Dort verdingten sie sich bei einem gewissen Michael Burckhalter im heutigen Chatham County in Indentur. Bald wurde Johann Martin Boltzius, der evangelische Pfarrer der Salzburger von Ebenezer, auf die Talente des jungen John aufmerksam. Er verschaffte ihm einen Platz in der Schule von Ebenezer. 1756 heiratete er gegen den Widerstand von Boltzius Marguerite Dupuis aus Purrysburg, South Carolina, eine Waise, die dieselbe Schule besucht hatte. Es folgte ein schneller Aufstieg zum erfolgreichen Pflanzer und Geschäftsmann in Ebenezer. 1735, als das Verbot der Sklaverei in Georgia aufgehoben wurde, erwarb er zahlreiche Sklaven.

## Politischer Aufstieg
Dem wirtschaftlichen Aufstieg folgte eine politische Karriere. 1766 wurde er Friedensrichter in Ebenezer. Gleichzeitig wurde er mit der Betreuung des Straßennetzes von Ebenezer betreut. In den frühen 1770er Jahren vertrat er Ebenezer mehrfach im Abgeordnetenhaus des damals kolonialen Georgia. Beim Ausbruch des Amerikanischen Unabhängigkeitskrieges 1775 trat er der Freiheitsbewegung der Amerikaner bei. Im Juli dieses Jahres war er Abgeordneter im Kongress von Georgia. Zusammen mit Button Gwinnett und George Wells wurde er zu einem der Führer der Unabhängigkeitsbewegung. Die drei Männer gehörten im Februar 1777 auch einem Ausschuss an, der eine neue Verfassung für Georgia ausarbeiten sollte. Diese Verfassung war für die damalige Zeit sehr fortschrittlich. Sie sah das allgemeine Wahlrecht vor (allerdings nur für weiße Männer mit einem bestimmten Einkommen), und jährliche Wahlen für alle öffentlichen Ämter. Am 8. Mai 1777 wurde der inzwischen sehr populäre Treutlen zum ersten Gouverneur Georgias unter der neuen Verfassung gewählt. Nach dem Tod seiner Frau heiratete er 1778 die Witwe Anne Unselt.

## Gouverneur von Georgia
Treutlens Amtszeit war neben dem Unabhängigkeitskrieg vor allem von politischen Konflikten innerhalb der amerikanischen Patrioten überschattet. Konservative und sogenannte radikale Kräfte lieferten sich einen harten innenpolitischen Kampf. Den Konservativen war die Verfassung zu liberal. Sie waren dagegen, dass Angehörige der unteren Klassen, denen auch Treutlen entstammte, in öffentliche Ämter gewählt werden konnten. Beide Gruppen bekämpften sich auf fast allen politischen Gebieten und behinderten eine effektive Regierungsarbeit. Die Konservativen strebten unter anderem einen Zusammenschluss Georgias mit South Carolina an. Dieser Plan wurde von der radikalen Gruppe verhindert. Andererseits wollten die Radikalen einen konservativen General der Kontinentalarmee ablösen lassen, was wiederum die Konservativen verhinderten. Der politische Gegensatz zwischen diesen Gruppen wurde immer heftiger und militanter. Es kam sogar zu Morden und anderen Gewalttaten am jeweiligen politischen Gegner. Treutlen gehörte dem radikalen Flügel an und musste während seiner Amtszeit manche Niederlage einstecken.

## Tod
Nach dem Ende seiner Amtszeit kehrte Treutlen nach Ebenezer zurück. Der Ort war inzwischen mindestens zehnmal von den kriegsführenden Parteien geplündert worden. Außerdem war der politische und religiöse Anführer der Gemeinschaft inzwischen gestorben. Der ehemalige Gouverneur versuchte, seiner Gemeinde zu helfen, so gut er konnte.
Ende 1782 wurde er Abgeordneter der radikalen Fraktion im Parlament von Georgia. Allerdings war seine Gruppe in diesem Jahr zahlenmäßig nur schwach im Parlament vertreten. Das gab den Konservativen die Möglichkeit, sich für alte Niederlagen zu rächen. Die politische Atmosphäre war nach wie vor vergiftet und die Zahl der politischen Verbrechen stieg wieder an. Treutlen wurde selbst Opfer eines solchen Anschlags. Im Frühjahr 1782 wurde er in der Nähe seines Hauses ermordet.
Am 21. August 1917 wurde die Verwaltungseinheit Treutlen County in Georgia nach ihm benannt.